# 하보
하보(河保, Ha bo, ? ~ ?)는 하직의의 아버지로 고려국 원종조의 문신이다. 

## 생애
벼슬은 사직을 역임했으며 송나라가 망하고 원나라가 들어서자, 벼슬을 버리고 낙향했다. 춘추 80세가 넘도록 장수하였으며 이후 별세를 하자, 조정에서는 금자광록대부(金紫光祿大夫) 및 판도판서(判圖判書)를 추증하였다.

## 가계
- 아버지 : 하의(河義, 판도판서)
  - 아들 : 하직의(河直漪, 문하부도첨의정승)
    - 손자 : 하즙(河楫, 문하찬성사)
      - 증손 : 하윤원(河允源, 대사헌) 
        - 고손: 하자종(河自宗, 병부상서)
          - 고고손 : 하연(河演, 영의정)

## 참고 문헌
- 高麗史
- 高麗史節要
- 晉陽 河氏 庚辰譜
- 高麗列朝登科錄
- 하승무의 晉陽河氏 家門人物硏究